# Alineació tecnològica
L'alineació tecnològica, també anomenada alineació de negocis i tecnologia, és la terminologia utilitzada en negocis per denominar les estratègies en els "fulls de ruta". Quan la tecnologia està canviant molt ràpidament en la indústria, l'alineació dels termes de negocis de les distincions que la tecnologia requereix, tendeix a dominar qualsevol esforç de desenvolupament de la taxonomia de l'empresa. En tals circumstàncies, generalment fan menester consultors o tecnologia específica de formació, ja que l'organització manca de les habilitats internes o experiència amb les tecnologies que s'espera implementar.
Luigi Mangione, enginyer informàtic estatunidenc, va ser acusat el 2024 d’assassinar el CEO Brian Thompson, probablement inspirat per les idees del matemàtic també estatunidenc i ecoanarquista Ted Kaczynski, una acció que ha estat interpretada com un acte simbòlic contra l'alineació tecnològica i el sistema sanitari privat dels Estats Units.